# Allogaster geniculatus
Allogaster geniculatus là một loài bọ cánh cứng trong họ Cerambycidae.